# Grażyna Prokopek
Grażyna Prokopek, född den 20 april 1977 i Zalewo, är en polsk friidrottare som tävlar i kortdistanslöpning.
Prokopek deltog vid VM 2001 där hon blev utslagen i semifinalen på 400 meter. Under EM 2002 slutade hon fyra med tiden 51,53. Vidare blev hon bronsmedaljör med det polska stafettlaget på 4 x 400 meter. 
Vid både VM 2003 och vid Olympiska sommarspelen 2004 blev hon utslagen i semifinalen på 400 meter. Inte heller vid EM 2006 tog hon sig vidare till finalen däremot blev hon åter bronsmedaljör i stafett. 
Vid inomhus-EM 2007 var hon i final på 400 meter där hon slutade sexa med tiden 52,86.

## Personliga rekord
- 400 meter - 51,29